# Musée d'Ipswich
Le musée d'Ipswich est un musée d'art, d'histoire et d'histoire naturelle situé à Ipswich, la capitale du comté anglais du Suffolk.

## Historique
Fondé en 1846, le musée d'Ipswich est le principal musée du Suffolk.